# 金明汉
金明汉（1922年—），男，朝鲜族，黑龙江木兰人，中华人民共和国政治人物，曾任吉林省政协副主席，第五届全国人大代表，中共第十一届中央候补委员。